# Ptychoptera minuta
Ptychoptera minuta ist eine Mücke aus der Familie der Faltenmücken (Ptychopteridae).

## Merkmale
Die Mücke erreicht eine Körperlänge von 7 bis 9 Millimetern (Männchen) bzw. etwa 10 Millimetern (Weibchen). Ihr Körper ist glänzend schwarz gefärbt, nur auf den Pleura ist der Glanz etwas seidig mattiert. Das Schildchen (Scutellum) und die nahe am Körper liegenden Beinglieder sind gelb gefärbt, die Schienen (Tibien) sind bräunlich, die Tarsen sind dunkelbraun. Die Flügel sind durchsichtig und haben nur eine schwach ausgeprägte Trübung an den Queradern und basal an den Gabelungen der Adern. Bei den seitlichen Teilen der gelbbraun gefärbten männlichen Genitalanhänge (Surstyli) befindet sich außenseitig ein stumpfer Vorsprung. Die sehr ähnliche Ptychoptera scutellaris ist nur anhand einer Genitaluntersuchung zu unterscheiden. 

## Lebensweise und Verbreitung
Die Tiere kommen in Nordeuropa und dem nördlichen Mitteleuropa vor. Die Imagines besiedeln die Umgebung von flachen Bächen und Sumpfwiesen und schwärmen in der Krautschicht. Die Larven entwickeln sich in den Gewässern. In Mitteleuropa kann man die adulten Tiere im Mai beobachten.

## Belege